# Bridge River Ocean

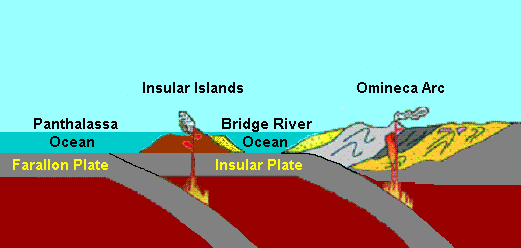
Der Bridge River Ocean zwischen Nordamerika und den Insular Islands

Der Bridge River Ocean war ein urzeitlicher Ozean, der sich im Mesozoikum zwischen Nordamerika und den Insular Islands erstreckte. Ähnlich wie beim früher existierenden Slide Mountain Ocean gab es am Grunde des Bridge River Ocean eine Subduktionszone, die als Insular Trench bezeichnet wird. Der Bridge River Ocean verschwand in der mittleren Kreidezeit vor etwa 115 Millionen Jahren.
Namensgeber für den Bridge River Ocean ist der Bridge River in der kanadischen Provinz British Columbia, der sich etwa 160 km nördlich von Vancouver befindet.